# 跨國公司
跨國公司、多國公司（英語：Multinational Corporation，MNC），經常被稱為跨國企業（英語：Multinational Enterprise，MNE），是在世界多国有營運，且规模龐大的股份有限公司。它們在不同的国家或地區设有办事处、工厂或分公司，通常还有一个总部用来协调全球的管理工作。亦有超國家公司（transnational corporation，TNC）、國際公司（international corporation）、「世界公司」
等稱呼。跨国公司通常利用承包商来製造特殊的商品，外包的經營手法也經常被使用。
大型的跨国公司其预算甚至超過許多國家的政府預算。它們對全球政治具有很大的外交影響力，這不僅是因為它們直接影響到許多政治人物選區的經濟以外，也是因為它們在公關與政治遊說上提供了資金來源。一個國家中的地區之間以及國家與國家之間都會彼此競爭以爭取跨國公司來到它們的地方設點（以及隨之而來的稅收、工作機會和經濟提升）。國家與地區政府通常會提供优惠条件来吸引跨国公司，比如財税优惠、承諾給予政府協助或较低的环境标准。也因此，類似的國際投資雖然多少帶著社會意識，其短期內能獲得巨大利益且四處流動的特性，經常給世人一種「是否逐步剝奪各國在經濟與社會方面的權力，甚至一步步掌控全球」的擔憂與批評。第33任美國副總統亨利·阿加德·華萊士評論法西斯主義時說，與主權國家的政府比起來，真正掌控全球權力的是跨國公司，而且以美國的跨國公司為主：「如果將法西斯的內涵定義在一種『以金錢與權力最大化為終極目標，並不惜利用各種手段達到它』，那美國已有成千上萬個法西斯主義者了。（If we define an American fascist as one who in case of conflict puts money and power ahead of human beings, then there are undoubtedly several million fascists in the United States.）」2016年1月22日，工人國際委員會台灣表示，以美國為首的跨太平洋戰略經濟夥伴關係協議（TPP）會讓跨國公司剝奪國家主權。世界上最早的跨国公司是1600年成立的英國东印度公司和1602年成立的荷兰东印度公司。

## 現實中

### 电视机行业
- 中国大陸小米
- 韩国三星
- 韩国LG
- 中国大陸TCL
- 中国大陸海信
- 中国大陸创维

### 液晶面板行业
- 韩国LG
- 韩国三星
- 中国大陆京东方

### 建筑机械行业
- 美国卡特彼勒公司
- 日本小松制作所
- 日本日立公司
- 德国利勃海尔公司
- 中国大陸中联重科
- 中国大陸三一重工
- 韩国斗山集团

### 货车行业
- 德国戴姆勒
- 中国大陸东风
- 德国大众汽车
- 瑞典沃尔沃
- 印度塔塔

### 制药行业
- 美国辉瑞公司
- 瑞士诺华公司
- 瑞士罗氏公司
- 法国赛诺菲公司
- 英国葛兰素史克公司
- 美国嬌生公司
- 拓富仕國際集團有限公司

### 医疗设备行业
- 美国强生
- 美国通用电气
- 美国美敦力
- 德国西门子
- 荷兰飞利浦
- 瑞士诺华

### 个人电脑行业
- 中国大陸小米
- 中国大陸联想
- 美国惠普
- 美国戴尔
- 台湾宏碁
- 台湾华硕
- 台灣廣達
- 美国苹果
- 日本东芝
- 日本富士通

### 平板电脑行业
- 中国大陸小米
- 美国苹果
- 韩国三星
- 中国大陸联想
- 中国大陸华为
- 台灣華碩
- 台灣宏碁

### 手机行业
- 中国大陸小米
- 韩国三星
- 美国苹果
- 中国大陸华为
- 中国大陸OPPO
- 韩国LG
- 台灣宏達電

### 汽车行业
- 日本丰田
- 德国大众
- 美国通用
- 日本日产
- 韩国现代
- 美国福特
- 美国克莱斯勒
- 日本本田
- 法国雪铁龙
- 日本铃木
- 瑞典富豪汽車
- 中国大陸一汽
- 台灣裕隆汽車

### 机车行业
- 日本本田
- 日本雅马哈
- 日本铃木
- 台灣光陽
- 台灣三陽

### 小型飞机行业
- 加拿大庞巴迪宇航公司
- 巴西航空工业公司
- 意大利&法国ATR

### 中大型飞机行业
- 美国波音
- 美国灣流
- 法国空客

### 半导体行业
- 中国大陸小米
- 美国英特尔
- 韩国三星
- 美国高通
- 美国美光
- 韩国鲜京
- 日本东芝
- 台灣台積電
- 台灣聯電
- 台灣日月光
- 中国大陸华为

#### 無廠半导体行业
- 台灣威盛
- 台灣聯發科技

### 自动化行业
- 德国西门子
- 瑞士ABB
- 日本三菱[需要消歧义]
- 法国施耐德
- 日本欧姆龙

### 照相机行业
- 日本佳能
- 日本尼康
- 日本索尼
- 韩国三星
- 日本富士
- 德國徠卡
- 瑞典哈蘇
- 德國蔡司

### 摄影機行業
- 美国gopro
- 日本佳能
- 日本松下

### 硬盘行业
- 美国西部数据
- 美国希捷
- 日本东芝

### 电池行业
- 美国金霸王
- 美国劲量
- 中国大陸南孚

### 打印机行业
- 美国惠普
- 日本佳能
- 日本爱普生

### 空调行业
- 中国大陸小米
- 中国大陸格力
- 中国大陸海尔
- 中国大陸美的
- 中国大陸海信

### 钟表行业
- 瑞士劳力士
- 日本西鐵城
- 日本精工
- 瑞士百达翡丽
- 日本卡西欧
- 瑞士伯爵

### 汽车轮胎行业
- 日本普利司通
- 法国米其林
- 美国固特异
- 德国大陆集团
- 意大利倍耐力
- 日本住友
- 台灣正新
- 韩国韩泰轮胎

### 电梯行业
- 美国奥的斯
- 瑞士迅达
- 芬兰通力
- 德国蒂森克虏伯
- 日本三菱[需要消歧义]

### 多角化行业
- 台灣台塑
- 台灣長榮
- 台灣奇美

### 運輸行业
- 台灣陽明
- 台灣萬海

### 食品行业
- 美國麦当劳
- 美國肯德基
- 台灣統一
- 台灣頂新

## 備註、注釋
1. ↑  此稱呼應衍生自翻譯問題，譯者刻意以此稱呼凸顯效應以及較能使初學者明白其意義。

## 資料來源
1. ↑  
武忠森（譯者）、安德烈．傅頌（原著）, André Fourçans. 龐君豪（總編輯）；張毓芬（主編）；侯家嵐（責任編輯）；劉芸蓁、吳靜芳（文字編輯）。 , 编.  二版。. 台北市: 博雅書屋有限公司. 2011年1月22日: 第41頁  [2012-11-29]. ISBN 9789866614965 （中文（繁體））.[永久]，裝訂：平裝，2nd edtion。
2. ↑  
武忠森（譯者）、安德烈．傅頌（原著）, André Fourçans. 龐君豪（總編輯）；張毓芬（主編）；侯家嵐（責任編輯）；劉芸蓁、吳靜芳（文字編輯）。 , 编.  二版。. 台北市: 博雅書屋有限公司。. 2011年1月22日: 第41~49頁  [2012-11-29]. ISBN 9789866614965 （中文（繁體））.[永久]，裝訂：平裝，2nd edtion。
3. ↑  宮城. . 工人國際委員會台灣. 2016-01-22  [2016-12-08]. （原始内容存档于2017-11-03）.

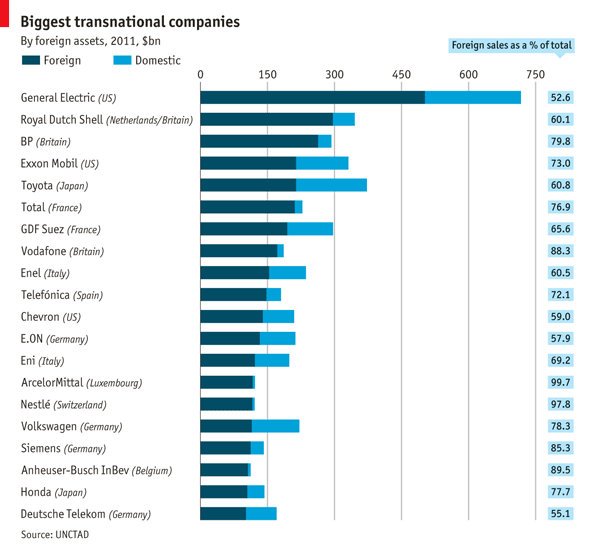

4. ↑  .   [2007-11-18]. （原始内容存档于2003-12-22）. "GlobalInc. An Atlas of The Multinational Corporation" Medard Gabel & Henry Bruner, New York: The New Press , 2003. ISBN 978-1-56584-727-9